# Qualifications à la Coupe d'Afrique des nations de football 2017, groupe F
 (mars 2016).
Si vous disposez d'ouvrages ou d'articles de référence ou si vous connaissez des sites web de qualité traitant du thème abordé ici, merci de compléter l'article en donnant les références utiles à sa vérifiabilité et en les liant à la section « Notes et références ».
Le Groupe F des Qualifications à la Coupe d'Afrique des nations de football 2017 est une mini-compétition qualificative pour la phase finale de la Coupe d'Afrique des nations de football 2017 au Gabon. Ce groupe est composé du Maroc, du Cap-Vert, de Sao Tomé-et-Principe et de la Libye. Au sein de ce groupe, les 4 équipes s'affrontent en match aller-retour (6 matchs par équipe) et au bout de 6 journées, le premier de la poule ainsi que les 2 meilleurs deuxièmes des autres poules se qualifieront pour la Coupe d'Afrique des nations de football 2017.

## Classement
| Rang | Équipe               | Pts | J | G | N | P | Bp | Bc | Diff |  | Résultats (▼ dom., ► ext.) |     |     |     |     |
| ---- | -------------------- | --- | - | - | - | - | -- | -- | ---- |  | -------------------------- | --- | --- | --- | --- |
| 1    | Maroc                | 16  | 6 | 5 | 1 | 0 | 10 | 1  | +9   |  | Maroc                      |     | 2-0 | 1-0 | 2-0 |
| 2    | Cap-Vert             | 9   | 6 | 3 | 0 | 3 | 11 | 7  | +4   |  | Cap-Vert                   | 0-1 |     | 0-1 | 7-1 |
| 3    | Libye                | 7   | 5 | 2 | 1 | 3 | 8  | 6  | +2   |  | Libye                      | 1-1 | 1-2 |     | 4-0 |
| 4    | Sao Tomé-et-Principe | 3   | 5 | 1 | 0 | 5 | 4  | 19 | -15  |  | Sao Tomé-et-Principe       | 0-3 | 1-2 | 2-1 |     |

## Résultats
| 1re journée        | Maroc                | 1 - 0   | Libye | Stade Adrar, Agadir, Maroc                                    |                                                               |
| 12 juin 2015 20:00 | Omar El Kaddouri 50e | (0 - 0) |       | Spectateurs : 45 000 Arbitrage : William Selorm Agbovi, Ghana | Spectateurs : 45 000 Arbitrage : William Selorm Agbovi, Ghana |

| 1re journée        | Cap-Vert | 7 - 1   | Sao Tomé-et-Principe     | Estádio Nacional de Cabo Verde, Praia, Cap-Vert        |                                                        |
| 13 juin 2015 16:00 | Jorge Semedo 10e 73e · Nuno Rocha 17e (pen.) · Garry Rodrigues 38e · Odaïr Fortes 41e · Elvis Manuel Macedo 51e (pen.) · Júlio Tavares 75e | (3 - 0) | Luis Leal Dos Anjos, 54e | Spectateurs : 15 000 Arbitrage : Mahmoud Ashor, Égypte | Spectateurs : 15 000 Arbitrage : Mahmoud Ashor, Égypte |

| 2e journée             | Sao Tomé-et-Principe | 0 - 3   | Maroc                                                       | Estádio Nacional 12 de Julho, Sao Tomé, Sao Tomé-et-Principe |                                                         |
| 5 septembre 2015 15:30 |                      | (0 - 3) | Nordin Amrabat 34e · Youssef El-Arabi 38e · Nabil Dirar 41e | Spectateurs : 6 500 Arbitrage : Joao Amado Goma, Angola      | Spectateurs : 6 500 Arbitrage : Joao Amado Goma, Angola |

| 2e journée             | Libye                              | 1 - 2   | Cap-Vert                           | Stade militaire académique du Caire, Le Caire, Égypte     |                                                           |
| 6 septembre 2015 19:00 | Mohamed Ali Al Moatassembellah 85e | (0 - 0) | Carlos Graça 57e · Ryan Mendes 89e | Spectateurs : 22 000 Arbitrage : Mustafa Ghorbal, Algérie | Spectateurs : 22 000 Arbitrage : Mustafa Ghorbal, Algérie |

| 3e journée         | Sao Tomé-et-Principe        | 2 - 1   | Libye                  | Estádio Nacional 12 de Julho, Sao Tomé, Sao Tomé-et-Principe     |                                                                  |
| 23 mars 2016 15:30 | Luis Leal Dos Anjos 83e 88e | (0 - 1) | Faisal Mansour Ali 23e | Spectateurs : 6 500 Arbitrage : Aboubacar Mario Bangoura, Guinée | Spectateurs : 6 500 Arbitrage : Aboubacar Mario Bangoura, Guinée |

| 3e journée         | Cap-Vert | 0 - 1   | Maroc                       | Estádio Nacional de Cabo Verde, Praia, Cap-Vert         |                                                         |
| 26 mars 2016 18:00 |          | (0 - 1) | Youssef El-Arabi 25e (pen.) | Spectateurs : 15 000 Arbitrage : Neant Alioum, Cameroun | Spectateurs : 15 000 Arbitrage : Neant Alioum, Cameroun |

| 4e journée         | Libye                                            | 4 - 0   | Sao Tomé-et-Principe | Stade Mustapha-Tchaker, Blida, Algérie                    |                                                           |
| 28 mars 2016 18:00 | Mohamed Zubya 51e 56e 74e · Mohamed El Monir 70e | (0 - 0) |                      | Spectateurs : - Arbitrage : Akintoye Germain Koole, Bénin | Spectateurs : - Arbitrage : Akintoye Germain Koole, Bénin |

| 4e journée         | Maroc                           | 2 - 0   | Cap-Vert | Grand Stade de Marrakech, Marrakech, Maroc        |                                                   |
| 29 mars 2016 20:00 | Youssef El-Arabi 46e (pen.) 51e | (0 - 0) |          | Spectateurs : - Arbitrage : Mahamadou Keita, Mali | Spectateurs : - Arbitrage : Mahamadou Keita, Mali |

| 5e journée        | Libye                | 1 - 1   | Maroc           | Stade Rades, Tunisie                         |                                              |
| 3 juin 2016 19h00 | Sanad Al Warfali 90e | (0 - 1) | Nabil Dirar 36e | Spectateurs : - Arbitrage : Youssef Essrayri | Spectateurs : - Arbitrage : Youssef Essrayri |

| 5e journée        | Sao Tomé-et-Principe   | 1 - 2   | Cap-Vert                         | Estádio Nacional 12 de Julho, Sao Tomé, Sao Tomé-et-Principe |                                             |
| 4 juin 2016 15h30 | Famulby Sousa Baia 87e | (0 - 0) | Gomes Ricardo 50e, Nuno Joia 79e | Spectateurs : - Arbitrage : Malang Diedhiou                  | Spectateurs : - Arbitrage : Malang Diedhiou |

| 6e journée       | Maroc                        | 2 - 0 | Sao Tomé-et-Principe | Stade Moulay Abdallah, Rabat, Maroc |  |
| 2 septembre 2016 | Hakim Ziyech Aziz Bouhaddouz |       |                      |                                     |  |

## Liste des buteurs

### 4 buts
- Youssef El-Arabi

### 3 buts
- Luis Leal Dos Anjos
- Mohamed Zubya

### 2 buts
- Jorge Semedi
- Nabil Dirar

### 1 but
- Omar El Kaddouri
- Nordin Amrabat
- Hakim Ziyech
- Aziz Bouhaddouz
- Garry Rodrigues
- Odaïr Fortes
- Júlio Tavares
- Nuno Rocha
- Elvis Manuel Macedo
- Ryan Mendes
- Carlos Graça
- Mohammed Ali Al Moatasembellah
- Mohamed El Monir
- Faisal Mansour Ali
- Famulby Sousa Baia